# 50 Greatest Players in NBA History
Die 50 Greatest Players in NBA History (deutsch Die 50 besten Spieler der NBA-Geschichte), auch als NBA’s 50th Anniversary All-Time Team oder NBA’s Top 50 bekannt, wurden anlässlich des 50. Jubiläum der nordamerikanischen Basketball-Profiliga National Basketball Association (NBA) zusammengestellt. Offiziell wurden die Namen der Spieler am 29. Oktober 1996 von David Stern, Commissioner der NBA, in New York City bekanntgegeben. Dies geschah im Grand Hyatt Hotel, welches am Standort des ehemaligen Commodore Hotel steht. Dort wurden am 6. Juni 1946 die Verträge für die National Basketball Association unterzeichnet.
In der Halbzeit des am 9. Februar 1997 stattgefundenen NBA All-Star Games in der Gund Arena von Cleveland wurden die Spieler mit einer persönlichen Vorstellung geehrt. Drei Akteure konnten nicht an der Zeremonie teilnehmen. Pete Maravich starb im Januar 1988 mit nur 40 Jahren. Für ihn waren seine zwei Söhne anwesend. Jerry West und Shaquille O’Neal konnten krankheitsbedingt nicht anreisen.

## Die Jury
Für die Zusammenstellung war eine Gruppe von u. a. ehemaligen Spielern, Trainern, Journalisten und General Manager verantwortlich. Ehemalige Spieler durften nicht für sich selbst stimmen. Die Juroren konnten ihre Wahl unabhängig von Spielposition oder Ranglisten treffen.
- Kareem Abdul-Jabbar, Marv Albert, Al Attles, Red Auerbach, Elgin Baylor, Dave Bing, Larry Bird, Marty Blake, Fran Blinebury, Bill Bradley, Hubie Brown
- Wilt Chamberlain, Mitch Chortkoff, Bob Cousy, Billy Cunningham, Chuck Daly, David DuPree, Wayne Embry, Julius Erving, Joe Gilmartin, Sam Goldaper,
- Alex Hannum, Lester Harrison, John Havlicek, Chick Hearn, Red Holzman, Phil Jasner, Magic Johnson, Johnny Kerr, Leonard Koppett, Bob Lanier, Frank Layden
- Leonard Lewin, Jack McCallum, Dick McGuire, George Mikan, Bob Pettit, Harvey Pollack, Jack Ramsay, Willis Reed, Oscar Robertson, Bill Russell, Bob Ryan
- Dolph Schayes, Bill Sharman, Gene Shue, Isiah Thomas, Wes Unseld, Peter Vecsey, Jerry West

## Fakten
- Zum Zeitpunkt der Wahl waren noch 11 Spieler der Liste aktiv (Kursiv geschrieben). Shaquille O’Neal beendete als letzter seine Karriere im Juni 2011.
- Der Nigerianer Hakeem Olajuwon ist der einzige Nicht-US-Amerikaner in der Liste.
- Bill Sharman, Lenny Wilkens und Bill Russell sind die einzigen der 50, die sowohl als Spieler als auch als Trainer in die Naismith Memorial Basketball Hall of Fame aufgenommen wurden. Wilkens ist der einzige, der parallel zur Wahl der 50 Greatest Players in NBA History auch zu einem der 10 Greatest Coaches in NBA History gewählt wurde.

Die 50 Spieler wiesen zu Beginn der Saison 1996/97 folgende gemeinsame Statistik auf.
- 107 gewonnene NBA-Meisterschaften
- 17 NBA Rookie of the Year Awards
- 36 Top-Scorer-Titel
- 447 All-Star-Game-Nominierungen
- 923.791 erzielte Punkte
- 410.327 Rebounds

## Die Liste
| Name                         | Nat.               | Pos.     | Mannschaft (Spielzeiten) | Spiele | Pkt. Gesamt | Pkt.-∅ pro Spiel | Reb.   | Asts.  | NBA- Titel | All-Star | Hall of Fame | Quellen |
| ---------------------------- | ------------------ | -------- | --- | ------ | ----------- | ---------------- | ------ | ------ | ---------- | -------- | ------------ | ------- |
| Kareem Abdul-Jabbar (* 1947) | Vereinigte Staaten | C        | Milwaukee Bucks (1969/70–1974/75) Los Angeles Lakers (1975/76–1988/89) | 1.560  | 38.387      | 24,6             | 17.440 | 5.660  | 6          | 19       | 1995         | 1, 2    |
| Nate Archibald (* 1948)      | Vereinigte Staaten | PG       | Cincinnati Royals / Kansas City-Omaha / Kansas City Kings (1970–1976) New York Nets (1976–1977) Boston Celtics (1978–1983) Milwaukee Bucks (1983–1984)                                                         | 876    | 16.481      | 18,8             | 2.046  | 6.476  | 1          | 6        | 1991         | 1, 2    |
| Paul Arizin (1928–2006)      | Vereinigte Staaten | SF       | Philadelphia Warriors (1950–1962) | 713    | 16.266      | 22,8             | 6.129  | 1.665  | 1          | 10       | 1978         | 1, 2    |
| Charles Barkley (* 1963)     | Vereinigte Staaten | PF       | Philadelphia 76ers (1984–1992) Phoenix Suns (1992–1996) Houston Rockets (1996–2000) | 1.073  | 23.757      | 22,1             | 12.546 | 4.215  | 0          | 11       | 2006         | 1, 2    |
| Rick Barry (* 1944)          | Vereinigte Staaten | SF       | San Francisco / Golden State Warriors (1965–1967, 1972–1978) Houston Rockets (1978–1980) | 794    | 18.395      | 23,2             | 5.168  | 4.017  | 1          | 8        | 1987         | 1, 2    |
| Elgin Baylor (1934–2021)     | Vereinigte Staaten | SF       | Minneapolis / Los Angeles Lakers (1958–1971) | 846    | 23.149      | 27,4             | 11.463 | 3.650  | 0          | 11       | 1977         | 1, 2    |
| Dave Bing (* 1943)           | Vereinigte Staaten | PG/SG    | Detroit Pistons (1966–1975) Washington Bullets (1975–1977) Boston Celtics (1977–1978) | 901    | 18.327      | 20,3             | 3.420  | 5.397  | 0          | 7        | 1990         | 1, 2    |
| Larry Bird (* 1956)          | Vereinigte Staaten | SF/PF    | Boston Celtics (1979–1992) | 897    | 21.791      | 24,3             | 8.974  | 5.695  | 3          | 12       | 1998         | 1, 2    |
| Wilt Chamberlain (1936–1999) | Vereinigte Staaten | C        | Philadelphia / San Francisco Warriors (1959–1965) Philadelphia 76ers (1965–1968) Los Angeles Lakers (1968–1973)                                                                                                | 1.045  | 31.419      | 30,1             | 23.924 | 4.643  | 2          | 13       | 1979         | 1, 2    |
| Bob Cousy (* 1928)           | Vereinigte Staaten | PG       | Boston Celtics (1950–1963) Cincinnati Royals (1969–1970) | 924    | 16.960      | 18,4             | 4.786  | 6.955  | 6          | 13       | 1971         | 1, 2    |
| Dave Cowens (* 1948)         | Vereinigte Staaten | C/PF     | Boston Celtics (1970–1980) Milwaukee Bucks (1982–1983) | 766    | 13.516      | 17,6             | 10.444 | 2.910  | 2          | 7        | 1991         | 1, 2    |
| Billy Cunningham (* 1943)    | Vereinigte Staaten | SF/PF    | Philadelphia 76ers (1965–1972, 1974–1976) | 654    | 13.626      | 20,8             | 6.638  | 2.625  | 2          | 4        | 1986         | 1, 2    |
| Dave DeBusschere (1940–2003) | Vereinigte Staaten | PF/SF    | Detroit Pistons (1962–1968) New York Knicks (1968–1974) | 875    | 14.053      | 16,1             | 9.618  | 2.497  | 2          | 8        | 1983         | 1, 2    |
| Clyde Drexler (* 1962)       | Vereinigte Staaten | SG/SF    | Portland Trail Blazers (1983–1995) Houston Rockets (1995–1998) | 1.086  | 22.195      | 20,4             | 6.677  | 6.125  | 1          | 10       | 2004         | 1, 2    |
| Julius Erving (* 1950)       | Vereinigte Staaten | SF       | Philadelphia 76ers (1976–1987) | 836    | 18.364      | 22,0             | 5.601  | 3.224  | 1          | 11       | 1993         | 1, 2    |
| Patrick Ewing (* 1962)       | Vereinigte Staaten | C/PF     | New York Knicks (1985–2000) Seattle SuperSonics (2000–2001) Orlando Magic (2001–2002) | 1.183  | 24.815      | 21,0             | 11.607 | 2.215  | 0          | 11       | 2008         | 1, 2    |
| Walt Frazier (* 1945)        | Vereinigte Staaten | PG       | New York Knicks (1967–1977) Cleveland Cavaliers (1977–1980) | 825    | 15.581      | 18,9             | 4.830  | 5.040  | 2          | 7        | 1987         | 1, 2    |
| George Gervin (* 1952)       | Vereinigte Staaten | SG/SF    | San Antonio Spurs (1976–1985) Chicago Bulls (1985–1986) | 791    | 20.708      | 26,2             | 3.607  | 2.214  | 0          | 9        | 1996         | 1, 2    |
| Hal Greer (1936–2018)        | Vereinigte Staaten | SG/PG    | Syracuse Nationals / Philadelphia 76ers (1958–1973) | 1.122  | 21.586      | 19,2             | 5.665  | 4540   | 1          | 10       | 1982         | 1, 2    |
| John Havlicek (1940–2019)    | Vereinigte Staaten | SF/SG    | Boston Celtics (1962–1978) | 1.270  | 26.395      | 20,8             | 8.007  | 6.114  | 8          | 13       | 1984         | 1, 2    |
| Elvin Hayes (* 1945)         | Vereinigte Staaten | PF/C     | San Diego / Houston Rockets (1968–1972, 1981–1984) Baltimore / Capital / Washington Bullets (1972–1981) | 1.303  | 27.313      | 21,0             | 16.279 | 2.398  | 1          | 12       | 1990         | 1, 2    |
| Magic Johnson (* 1959)       | Vereinigte Staaten | PG/SG/PF | Los Angeles Lakers (1979–1991, 1996) | 906    | 17.707      | 19,5             | 6.559  | 10.141 | 5          | 12       | 2002         | 1, 2    |
| Sam Jones (1933–2021)        | Vereinigte Staaten | SG/SF/PG | Boston Celtics (1957–1969) | 871    | 15.411      | 17,7             | 4.305  | 2.209  | 10         | 5        | 1984         | 1, 2    |
| Michael Jordan (* 1963)      | Vereinigte Staaten | SG/SF    | Chicago Bulls (1984–1993, 1995–1998) Washington Wizards (2001–2003) | 1.072  | 32.292      | 30,1             | 6.672  | 5.633  | 6          | 14       | 2009         | 1, 2    |
| Jerry Lucas (* 1940)         | Vereinigte Staaten | PF/C     | Cincinnati Royals (1963–1969) San Francisco Warriors (1969–1971) New York Knicks (1971–1974) | 829    | 14.053      | 17,0             | 12.942 | 2.730  | 1          | 7        | 1980         | 1, 2    |
| Karl Malone (* 1963)         | Vereinigte Staaten | PF       | Utah Jazz (1985–2003) Los Angeles Lakers (2003–2004) | 1.476  | 36.928      | 25,0             | 14.968 | 5.248  | 0          | 14       | 2010         | 1, 2    |
| Moses Malone (1955–2015)     | Vereinigte Staaten | C/PF     | Buffalo Braves (1976) Houston Rockets (1976–1982) Philadelphia 76ers (1982–1986, 1993–1994) Washington Bullets (1986–1988) Atlanta Hawks (1988–1991) Milwaukee Bucks (1991–1993) San Antonio Spurs (1994–1995) | 1.329  | 27.409      | 20,6             | 16.212 | 1.796  | 1          | 12       | 2001         | 1, 2    |
| Pete Maravich (1947–1988)    | Vereinigte Staaten | SG       | Atlanta Hawks (1970–1974) New Orleans / Utah Jazz (1974–1980) Boston Celtics (1980) | 658    | 15.948      | 24,2             | 2.747  | 3.563  | 0          | 5        | 1987         | 1, 2    |
| Kevin McHale (* 1957)        | Vereinigte Staaten | PF       | Boston Celtics (1980–1993) | 971    | 17.335      | 17,9             | 7.122  | 1.670  | 3          | 7        | 1999         | 1, 2    |
| George Mikan (1924–2005)     | Vereinigte Staaten | C        | Minneapolis Lakers (1948–1956) | 439    | 10.156      | 23,1             | 4.167  | 1.245  | 5          | 4        | 1959         | 1, 2    |
| Earl Monroe (* 1944)         | Vereinigte Staaten | SG/PG    | Baltimore Bullets (1967–1971) New York Knicks (1971–1980) | 926    | 17.454      | 18,8             | 2.796  | 3.594  | 1          | 4        | 1990         | 1, 2    |
| Hakeem Olajuwon (* 1963)     | Nigeria            | C        | Houston Rockets (1984–2001) Toronto Raptors (2001–2002) | 1.238  | 26.946      | 21,8             | 13.748 | 3.058  | 2          | 12       | 2008         | 1, 2    |
| Shaquille O’Neal (* 1972)    | Vereinigte Staaten | C        | Orlando Magic (1992–1996) Los Angeles Lakers (1996–2004) Miami Heat (2004–2008) Phoenix Suns (2008–2009) Cleveland Cavaliers (2009–2010) Boston Celtics (2010–2011)                                            | 1.207  | 28.596      | 23,7             | 13.099 | 3.026  | 4          | 15       | 2016         | 1, 2    |
| Robert Parish (* 1953)       | Vereinigte Staaten | C        | Golden State Warriors (1976–1980) Boston Celtics (1980–1994) Charlotte Hornets (1994–1996) Chicago Bulls (1996–1997)                                                                                           | 1.611  | 23.334      | 14,5             | 14.715 | 2.180  | 4          | 9        | 2003         | 1, 2    |
| Bob Pettit (* 1932)          | Vereinigte Staaten | PF/C     | Milwaukee / St. Louis Hawks (1954–1965) | 792    | 20.880      | 26,4             | 12.851 | 2.369  | 1          | 11       | 1971         | 1, 2    |
| Scottie Pippen (* 1965)      | Vereinigte Staaten | SF       | Chicago Bulls (1987–1998, 2003–2004) Houston Rockets (1998–1999) Portland Trail Blazers (1999–2003) | 1.178  | 18.940      | 16,1             | 6.135  | 7.494  | 6          | 7        | 2010         | 1, 2    |
| Willis Reed (1942–2023)      | Vereinigte Staaten | C/PF     | New York Knicks (1964–1974) | 650    | 12.183      | 18,7             | 8.414  | 1.186  | 2          | 7        | 1982         | 1, 2    |
| Oscar Robertson (* 1938)     | Vereinigte Staaten | PG       | Cincinnati Royals (1960–1970) Milwaukee Bucks (1970–1974) | 1.040  | 26.710      | 25,7             | 7.804  | 9.887  | 1          | 12       | 1980         | 1, 2    |
| David Robinson (* 1965)      | Vereinigte Staaten | C        | San Antonio Spurs (1989–2003) | 987    | 20.790      | 21,1             | 10.497 | 2.441  | 2          | 10       | 2009         | 1, 2    |
| Bill Russell (1934–2022)     | Vereinigte Staaten | C        | Boston Celtics (1956–1969) | 963    | 14.522      | 15,1             | 21.620 | 4.100  | 11         | 12       | 1975         | 1, 2    |
| Dolph Schayes (1928–2015)    | Vereinigte Staaten | PF/C     | Syracuse Nationals / Philadelphia 76ers (1949–1964) | 1.059  | 19.247      | 18,2             | 11.256 | 3.072  | 1          | 12       | 1973         | 1, 2    |
| Bill Sharman (1926–2013)     | Vereinigte Staaten | SG       | Washington Capitols (1950–1951) Boston Celtics (1951–1961) | 711    | 12.665      | 17,8             | 2.779  | 2.101  | 4          | 8        | 1976 2004    | 1, 2    |
| John Stockton (* 1962)       | Vereinigte Staaten | PG       | Utah Jazz (1984–2003) | 1.504  | 19.711      | 13,1             | 4.051  | 15.806 | 0          | 10       | 2009         | 1, 2    |
| Isiah Thomas (* 1961)        | Vereinigte Staaten | PG       | Detroit Pistons (1981–1994) | 979    | 18.822      | 19,2             | 3.478  | 9.061  | 2          | 12       | 2000         | 1, 2    |
| Nate Thurmond (1941–2016)    | Vereinigte Staaten | C/PF     | San Francisco / Golden State Warriors (1963–1974) Chicago Bulls (1974–1976) Cleveland Cavaliers (1976–1977) | 964    | 14.437      | 15,0             | 14.464 | 2.575  | 0          | 7        | 1985         | 1, 2    |
| Wes Unseld (1946–2020)       | Vereinigte Staaten | C        | Baltimore / Capital / Washington Bullets (1968–1981) | 984    | 10.624      | 10,8             | 13.769 | 3.822  | 1          | 5        | 1988         | 1, 2    |
| Bill Walton (1952–2024)      | Vereinigte Staaten | C        | Portland Trail Blazers (1974–1979) San Diego / Los Angeles Clippers (1979–1985) Boston Celtics (1985–1987) | 468    | 6.215       | 13,3             | 4.923  | 1.590  | 2          | 2        | 1993         | 1, 2    |
| Jerry West (1938–2024)       | Vereinigte Staaten | PG/SG    | Los Angeles Lakers (1960–1974) | 932    | 25.192      | 27,0             | 5.376  | 6.238  | 1          | 14       | 1980         | 1, 2    |
| Lenny Wilkens (* 1937)       | Vereinigte Staaten | PG       | St. Louis Hawks (1960–1968) Seattle SuperSonics (1968–1972) Cleveland Cavaliers (1972–1974) Portland Trail Blazers (1974–1975)                                                                                 | 1.077  | 17.772      | 16,5             | 5.030  | 7.211  | 1          | 9        | 1989 1998    | 1, 2    |
| James Worthy (* 1961)        | Vereinigte Staaten | SF/PF    | Los Angeles Lakers (1982–1994) | 926    | 16.320      | 17,6             | 4.707  | 2.791  | 3          | 7        | 2003         | 1, 2    |